# Turkiska rådet (CCTS)

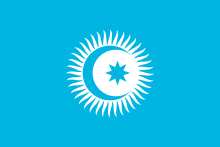
Flaggan för Turkfolkens råd

Turkfolkens råd Türk Devletleri Teşkilatı, Organization of Turkic States är en internationell organisation som består av några av de turkspråkiga länderna. Den grundades den 3 oktober 2009 i Nakhchivan. Generalsekretariatet finns i Istanbul, Turkiet. Medlemsländerna är Azerbajdzjan, Kazakstan, Kirgizistan, Turkiet och Uzbekistan. Turkmenistan och Ungern är observatörer i organisationen.